# Черноморская гармония
Черноморская гармония - операция военно-морских сил Турецкой республики и военно-морских сил других причерноморских государств: Российской Федерации, Украины и др., проводимая с марта 2004 года с целью постоянного мониторинга за передвижением подозрительных судов для предотвращения их незаконной деятельности, в том числе террористической. В ходе операции не предусматривается применение силы в открытом море. Допускается с согласия капитана и государства флага высадка на подозрительное судно и его досмотр. Результаты операции учитываются при взаимодействии государств в рамках черноморской военно-морской группы оперативного взаимодействия «Блэксифор».

## История
Операция «Черноморская гармония» была начата специальной оперативной группой военно-морскими силами Турции в марте 2004 года в основном в юго-восточной части Черного моря. В состав группы вошли фрегаты, ракетные катера и подводные лодки и патрульные катера и вертолеты, а также базовая патрульная авиация и силы береговой охраны.
В ноябре 2004 года власти Турецкой республики обратились к другим причерноморским государствам с предложением присоединиться к операции; в генеральном штабе вооруженных сил Турции был проведен брифинг, на котором было рассказано об операции и ее основных задачах..
В декабре 2004 года власти Российской Федерации приняли предложение участвовать в операции.. 27 декабря 2006 года Министерство обороны Российской Федерации и Генеральный штаб Вооруженных Сил Турецкой Республики обменялись официальными письмами о присоединении Военно-Морских сил (ВМС) Российской Федерации (РФ) к операции по предотвращению угрозы терроризма и распространения оружия массового уничтожения «Черноморская гармония». ВМС РФ будет действует в основном в северо-восточной части Черного моря.
В марте 2005 года начались переговоры о присоединение к операции военно-морских сил Украины. В апреле 2007 года соответствующий Протокол между Министерством обороны Украины и Генеральным Штабом Турции об обмене информацией в рамках «Черноморской гармонии» вступил в силу.
В мае 2006 года Румыния заявила о своем намерении участвовать в операции и 31 мая 2009 года официально присоединилась к ней.
По данным 2010 года в ходе выполнения операции «Черноморская гармония» было обнаружено более тысячи подозрительных судов.